# 진주성 북장대
진주성 북장대(晋州城 北將臺)는 대한민국 경상남도 진주시에 있는 진주성 북문의 지휘장대이다.
1983년 7월 20일에 경상남도의 문화재자료 제4호 북장대로 지정되었다가, 2018년 12월 20일을 기해 현재의 명칭으로 변경되었다.

## 개요
진주성 북문의 지휘장대로 임진왜란 때 군 지휘소로 사용되었으며, 그 당시 소실된 것을 1618년 광해군 10년에 병사(兵使) 남이흥(南以興)이 중건한 건물이다. 그 후 여러 번의 중수(重修)를 거쳐 오늘에 이르렀고, 현재의 건물은 1964년에 중수한 것이다. 내성 북쪽 제일 높은 곳에 위치해 있어서, 성내와 성외의 포진까지 살피며 지휘할 수 있었던 곳으로 편액은 진남루(鎭南樓)라고 되어 있다.
형태는 정면 3칸, 측면 2칸의 팔작지붕으로 다락집형 건물이다. 건물 위에는 좌측으로 인사동이 보이고, 정면으로는 비봉산이 보이며, 오른 편으로는 진주 시내가 한눈에 보인다.

## 같이 보기
- 진주성

## 참고 자료
- 진주성 북장대 - 국가유산청 국가유산포털